# Волим (приток Яйвы)
Волим — река в России, протекает в Усольском районе Пермского края. Устье реки находится в 7,8 км по правому берегу реки Яйва. Длина реки составляет 12 км.
Исток реки находится на территории городского округа Березники, вскоре после истока перетекает в Усольский район. Река течёт на юго-запад, затем поворачивает на северо-запад. Русло извилистое. В среднем течении на реке стоит деревня Сибирь. Притоки — Чёрная (правый); Малый Падун, Большой Падун (левые). Река протекает в непосредственной близости от Второго калийного комбината группы Уралкалий, вода сильно засолена отходами калийного производства. Впадает в Яйву у деревни Володин Камень. Подпор Камского водохранилища, в которое впадает Яйва распространяется и на Волим, на последних километрах течения Волим образует залив.

## Данные водного реестра
По данным государственного водного реестра России относится к Камскому бассейновому округу, водохозяйственный участок реки — Кама от города Березники до Камского гидроузла, без реки Косьва (от истока до Широковского гидроузла), Чусовая и Сылва, речной подбассейн реки — бассейны притоков Камы до впадения Белой. Речной бассейн реки — Кама.
Код объекта в государственном водном реестре — 10010100912111100007499.